# Vitrall del Corpus Christi
El vitrall del Corpus Christi és un vitrall medieval que fou descobert el 2019 rere el Retaule del Corpus Christi de la capella de Sant Francesc i Sant Martí de la Catedral de Girona. Es tracta del vitrall figuratiu (és a dir, amb escenes dibuixades) més antic de Catalunya.

## Descripció
El vitrall fa 1,30 metres d'amplada per 3 d'alçada i està format per deu plafons. Els plafons centrals representen els sants de la capella, Sant Martí i Sant Francesc. Els elements més antics representen episodis de la vida de Crist i s'hi poden contemplar l'Anunciació, la Nativitat, la Flagel·lació i la Crucifixió. Els plafons més malmesos podrien ser l'Anunciació als pastors i l'Adoració dels Reis.
El vitrall fou descobert per una restauradora el 17 d'octubre de 2019 durant el procés de neteja del Retaule renaixentista del Corpus Christi d'Antoni Coll situat a la capella de Sant Francesc i Sant Martí. Havia estat amagat en aquest lloc des del 1562, és a dir, durant 457 anys. Els experts van coincidir en datar el vitrall entre la primera meitat del segle xiii (plafons superiors i inferiors) i segle xiv (part central).
L'autor del vitrall és desconegut.